# Paul Wyatt
Paul Wyatt (Estados Unidos, 27 de febrero de 1907-15 de diciembre de 1970) fue un nadador estadounidense especializado en pruebas de estilo espalda, donde consiguió ser subcampeón olímpico en 1924 en los 100 metros.

## Carrera deportiva
En las Olimpiadas de París 1924 ganó la medalla de plata en los 100 metros estilo espalda; cuatro años después, en los Juegos Olímpicos de Ámsterdam 1928 ganó la medalla de bronce en la misma prueba con un tiempo de 1:12.0 segundos, tras sus compatriotas George Kojac y Walter Laufer (plata con 1:10.0 segundos).